# Aigua de mina
|  | No s'ha de confondre amb Mina d'aigua. |

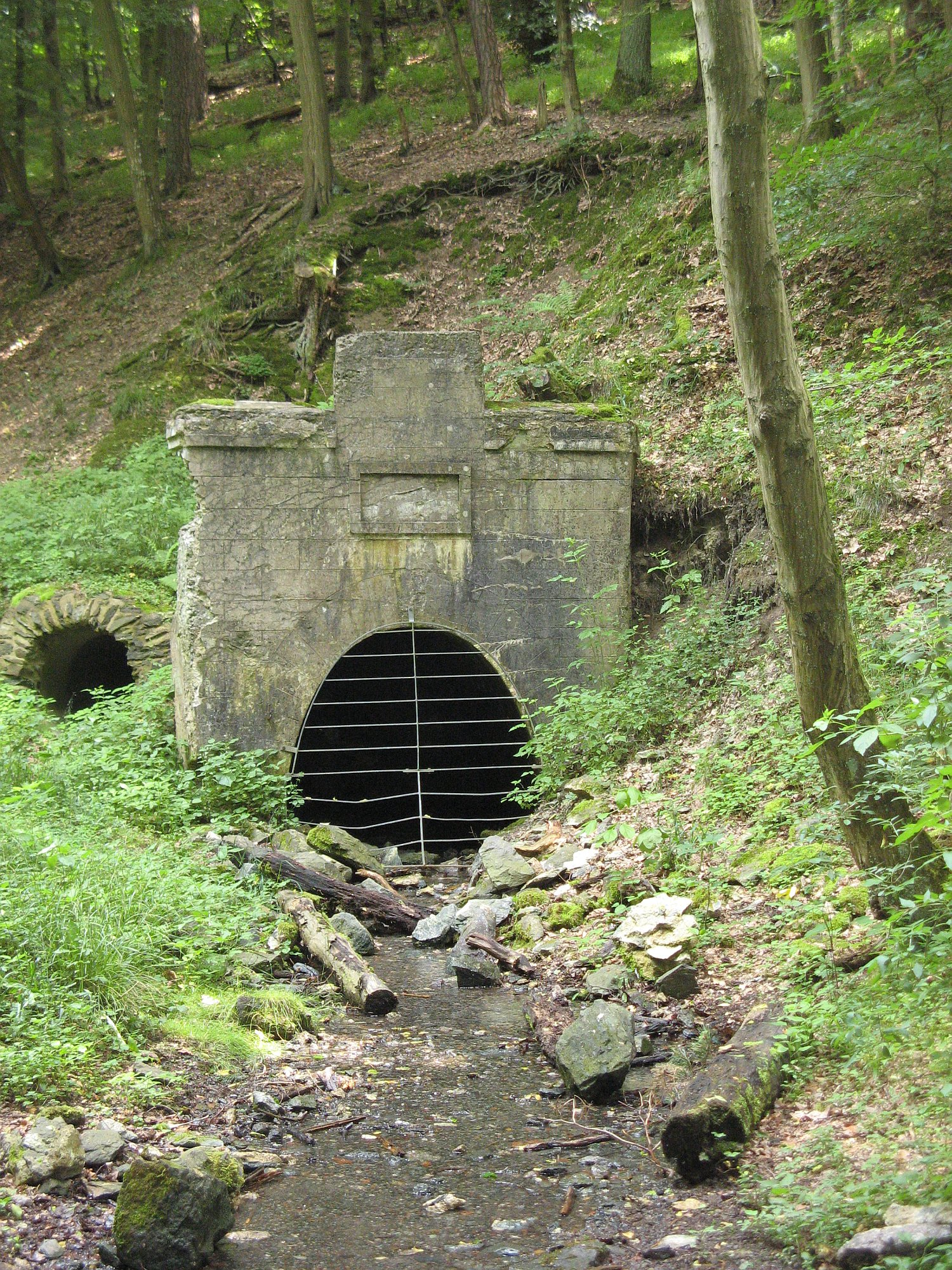
Boca de desguàs adit, Magnet, prop de Schupbach.

L'aigua de mina o aigua de mineria és l'aigua que es recull en una mina, durant l'extracció d'un mineral i que ha de ser portada a la superfície mitjançant algun mètode de gestió d'aigua per tal de possibilitar que la mina pugui continuar treballant.
De fet, s'anomena així tota aigua que està o estava en contacte amb mines subterrànies o a cel obert i que es porta a la superfície mitjançant el drenatge. L'aigua que es produeix a les mines de lignit s'anomena aigua de pantà. Encara que tota l'aigua que entra en una mina prové de precipitació atmosfèrica, el miner distingeix entre les aigües superficials i les aigües subterrànies. Les aigües superficials entren al pou a través d'obertures a la mina, com ara les entrades de pous. Les aigües subterrànies, en canvi, es formen per filtració a la terra de l'aigua de pluja quan es troba amb capes de roca no impermeable. L'aigua de mina és principalment aigua intersticial i aigua subterrània que s'infiltra a les obres de la mina.